# Хамави

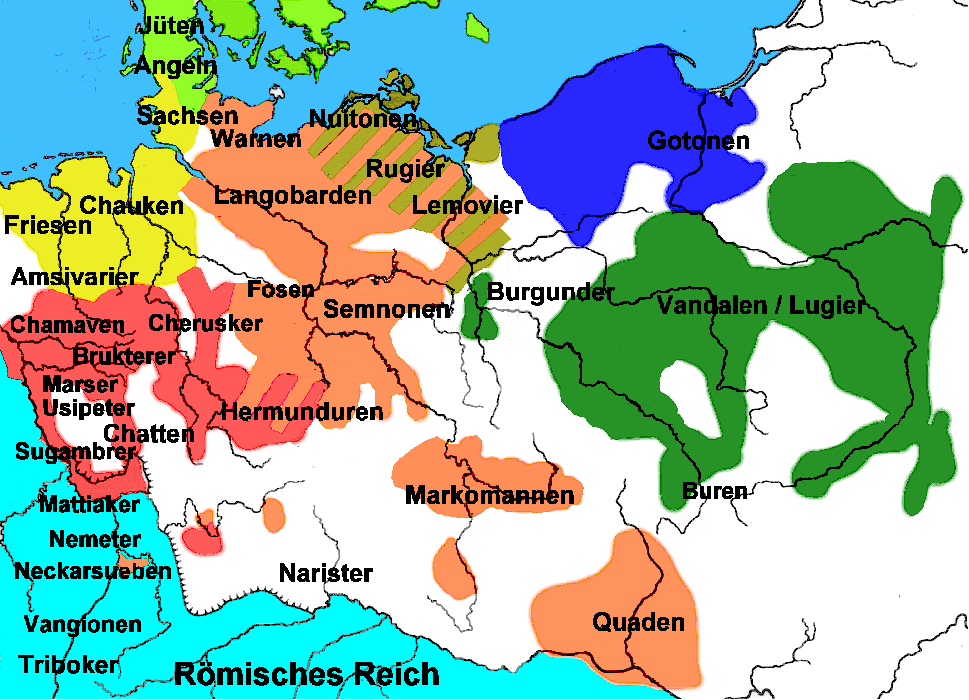
Карта розселення германських племен в 50 р. н. е. Хамави (Chamaven) позначені червоним, поряд із бруктерами

Хамави (лат. Chamavi від давньогерм. хейм — «дім», «батьківщина», когнат англ. home та нім. Heimat) — давньогерманське плем'я, що належало до групи істевонів. Спочатку вони жили на правому березі верхньої течії Рейну, навпроти Зьойдерзее, що в сучасній географії відповідає центральній, та південно-східній частині Нідерландів.